# Malko Jonkovo
Malko Jonkovo (Bulgaars: Малко Йонково) is een dorp (село) in de Bulgaarse gemeente Isperich, oblast Razgrad. Het dorp heeft zich 3 maart 2007 van het dorp Jonkovo afscheiden en heeft sindsdien de status van een zelfstandige nederzetting. Het dorp ligt 19 km ten noordoosten van Razgrad en 294 km ten noordoosten van Sofia.

## Bevolking
Het dorp is op 3 maart 2007 ontstaan, waardoor eerdere statistieken ontbreken. In de eerste telling als onafhankelijke nederzettingen werden 390 inwoners geregistreerd (31 december 2007). De officiële volkstelling van 1 februari 2011 registreerde 388 inwoners. Het inwonersaantal is per 31 december 2019 gedaald tot 354 personen.
Van de 388 inwoners reageerden er 385 op de optionele volkstelling van 2011. Zo’n 369 personen identificeerden zichzelf als Bulgaarse Turken (96%), gevolgd door 10 Roma (3%) en 3 etnische Bulgaren (1%).
Het dorp heeft een verouderde leeftijdsopbouw. Van de 388 inwoners die in februari 2011 werden geregistreerd, waren er 38 jonger dan 15 jaar oud (10%), 256 inwoners waren tussen de 15-64 jaar oud (66%), terwijl er 94 inwoners van 65 jaar of ouder werden geteld (24%).